# Чиснедіоара
Чиснедіоара (рум. Cisnădioara) — село у повіті Сібіу в Румунії. Адміністративно підпорядковане місту Чиснедіє.
Село розташоване на відстані 210 км на північний захід від Бухареста, 9 км на південь від Сібіу, 125 км на південь від Клуж-Напоки, 116 км на захід від Брашова.

## Населення
За даними перепису населення 2002 року у селі проживали 345 осіб.
Національний склад населення села:
| Національність | Кількість осіб | Відсоток |
| -------------- | -------------- | -------- |
| румуни         | 245            | 71,0%    |
| німці          | 95             | 27,5%    |
| угорці         | 5              | 1,4%     |

Рідною мовою назвали:
| Мова      | Кількість осіб | Відсоток |
| --------- | -------------- | -------- |
| румунська | 252            | 73,0%    |
| німецька  | 88             | 25,5%    |
| угорська  | 5              | 1,4%     |